# Aml Ameen
Aml Ameen (Londres, 30 de juliol de 1985) és un actor anglès, conegut pels seus papers com a Trevor a Kidulthood, Lewis Hardy a The Bill, Malcolm a Harry's Law, Capheus a la primera temporada de Sense8 i Alby a The Maze Runner.

## Orígens
Ameen nasqué al barri londinenc de Camden Town, sent fill de pares jamaicans i vincentians. Aprengué l'art de la interpretació a la Barbara Speake Stage School, una escola privada de la ciutat. De jove aparegué en espectacles del West End com ara Oliver! i Jolson. L'any 1996, amb 11 anys, participà en els BRIT Awards juntament amb Michael Jackson en un espectacle exitós en el que també participà el cantant del grup musical Pulp Jarvis Cocker.

## Filmografia
| Any       | Títol              | Paper                 | Anotacions                                                            |
| --------- | ------------------ | --------------------- | --------------------------------------------------------------------- |
| 2003      | EastEnders         | Simon                 | 1 episodi                                                             |
| 2004      | Bella and the Boys | Terry                 | Paper principal                                                       |
| 2004      | Holby City         | Bradley Norris        | Sèrie de televisió (episodi: "The Kindness of Strangers")             |
| 2006      | Kidulthood         | Trevor "Trife" Hector | Actor principal                                                       |
| 2006-2007 | The Bill           | PC Lewis Hardy        | Paper principal                                                       |
| 2008      | Fallout            | Dwayne Edmons         |                                                                       |
| 2008      | Silent Witness     | AJ                    | 2 episodis                                                            |
| 2008      | Dis/Connected      | Anthony               | Paper principal                                                       |
| 2010      | Shank              | Conductor de bus      | Cameo                                                                 |
| 2010      | Second Chance      | Aaron Bently          | Curtmetratge                                                          |
| 2011-2012 | Harry's Law        | Malcolm Davies        | Repartiment principal (temporada 1), Estrella convidada (temporada 2) |
| 2012      | CSI: Miami         | Jack Brody            | Sèrie de televisió (episodi: "At Risk")                               |
| 2012      | Red Tails          | Bag O'Bones           |                                                                       |
| 2012      | The Naked Poet     | Ryan                  |                                                                       |
| 2013      | El majordom        | Young Cecil           |                                                                       |
| 2014      | The Maze Runner    | Alby                  |                                                                       |
| 2014      | Beyond the Lights  | Trey                  |                                                                       |
| 2015      | Sense8             | Capheus               | Paper principal (temporada 1)                                         |
| 2015      | Lila & Eve         | Stephon               | Paper auxiliar                                                        |
| 2016      | Soy Nero           | Bronx                 |                                                                       |